# ゼイビア・マッキニー
ゼイビア・アビス・マッキニー（Xavier Avis McKinney, 1999年8月9日 - ）は、アメリカ合衆国ジョージア州ロズウェル出身のプロアメリカンフットボール選手。NFLのグリーンベイ・パッカーズに所属している。ポジションはセイフティ。

## 経歴

### ハイスクール
高校4年目のシーズンに82タックル、7つのインターセプトを記録した。

### カレッジ
アラバマ大学に進学し、1年目の2017年シーズンにチームはCFPナショナルチャンピオンシップで優勝した。
2019年シーズンは13試合に出場して95タックル、3サック、3つのインターセプトを記録し、オールSECファーストチームに選出された。シーズン終了後、2020年のNFLドラフトにアーリーエントリーした。

### ニューヨーク・ジャイアンツ
| 6 ft 0+3⁄8 in (184 cm)      | 201 lb (91 kg) | 30+7⁄8 in (78 cm) | 8+5⁄8 in (22 cm) | 4.63 s | 1.65 s | 2.72 s | 36.0 in (91 cm) | 10 ft 2 in (3.10 m) | 19 回 | 11 |
| All values from NFL Combine |                |                   |                  |        |        |        |                 |                     |       |    |

2020年のNFLドラフトにて全体36位でニューヨーク・ジャイアンツから指名され、その後ルーキー契約を結んだ。
2020年シーズン、第17週のダラス・カウボーイズ戦で試合終了間際にアンディ・ダルトンからキャリア初となるインターセプトを記録し、勝利に貢献した。
2021年シーズン、第9週のラスベガス・レイダース戦でデレック・カーから7タックル、2つのインターセプトを記録し、NFCの週間最優秀守備選手に選出された。
2022年シーズン、試合のなかった第9週に観光ツアーで全地形対応車に乗車した際に手を骨折し、数週間離脱した。
2023年シーズンは全てのスナップに出場し、116タックル、3つのインターセプトを記録した。

### グリーンベイ・パッカーズ
2024年3月14日にグリーンベイ・パッカーズと4年総額6,700万ドルの契約を結んだ 。
2024年シーズンは1970年以降では史上初となる、開幕から5試合連続でのインターセプトを記録した。